# 1-й Люсиновский переулок
Первый Люси́новский переулок — улица в центре Москвы в Замоскворечье между Люсиновской улицей и 1-м Добрынинским переулком.

## История
Назван по примыканию к Люсиновской улице, названной в память о революционерке Люсик Лисиновой. До 1952 года — Ремизовский переулок, по фамилии бывшего домовладельца. 2-й Люсиновский переулок (бывший Кологривский) упразднён в 1999 году.

## Описание
1-й Люсиновский переулок начинается от Люсиновской улицы, проходит на запад параллельно Садовому кольцу, заканчивается на 1-м Добрынинском приблизительно напротив 4-го Добрынинского.

## Здания и сооружения
По нечётной стороне:
- № 3Б — бывший доходный дом (1914—1915, архитектор В.В. Шервуд);
- № 5 — прогимназия № 1633;

По чётной стороне: